# Thuận An (thành phố)
Thuận An là một thành phố cũ nằm ở phía nam tỉnh Bình Dương, Việt Nam.

## Địa lý
Thành phố Thuận An nằm ở phía nam tỉnh Bình Dương, giữa thành phố Thủ Dầu Một và Thành phố Hồ Chí Minh, có vị trí địa lý:
- Phía đông giáp thành phố Dĩ An
- Phía tây giáp Quận 12 và các huyện Hóc Môn, Củ Chi, Thành phố Hồ Chí Minh qua sông Sài Gòn
- Phía nam giáp thành phố Thủ Đức, Thành phố Hồ Chí Minh
- Phía bắc giáp các thành phố Thủ Dầu Một và Tân Uyên.

Thành phố Thuận An có diện tích 83,71 km², dân số năm 2021 là 618.984 người, mật độ dân số đạt 7.394 người/km².
Thành phố Thuận An là trung tâm kinh tế và là thành phố lớn nhất tỉnh về dân số.

## Lịch sử

### Từ trước năm 1976
Năm 1926, thực dân Pháp thành lập quận Lái Thiêu thuộc tỉnh Thủ Dầu Một.
Năm 1956, chính quyền Việt Nam Cộng hòa chia tỉnh Thủ Dầu Một thành 3 tỉnh Bình Dương, Bình Long và Phước Long. Quận Lái Thiêu thuộc tỉnh Bình Dương, gồm 1 tổng Bình Chánh với 11 xã: Tân Thới, Phú Long, Vĩnh Phú, Bình Nhâm, Bình Hòa, An Phú, Hưng Định, An Thạnh, An Sơn, Thuận Giao, Bình Chuẩn; quận lỵ đặt tại xã Tân Thới.
Về phía chính quyền Mặt trận Dân tộc Giải phóng miền Nam Việt Nam, huyện Lái Thiêu vẫn thuộc tỉnh Thủ Dầu Một cho đến năm 1975 (tỉnh Thủ Dầu Một lúc này có địa giới gần tương ứng với tỉnh Bình Dương của chính quyền Việt Nam Cộng hòa).

### Từ năm 1976 đến 1986
Từ năm 1976, tỉnh Thủ Dầu Một hợp nhất với 2 tỉnh Bình Long và Phước Long và 3 xã An Bình, Bình An, Đông Hòa thuộc huyện Thủ Đức thành tỉnh Sông Bé. Lúc này huyện Lái Thiêu thuộc tỉnh Sông Bé.
Ngày 11 tháng 3 năm 1977, Chính phủ ban hành Nghị quyết số 55-CP hợp nhất huyện Lái Thiêu với huyện Dĩ An thành huyện Thuận An thuộc tỉnh Sông Bé.
Khi hợp nhất, huyện Thuận An có 14 xã: An Bình, An Phú, An Sơn, An Thạnh, Bình An, Bình Chuẩn, Bình Hòa, Đông Hòa, Hưng Định, Lái Thiêu, Tân Bình, Tân Đông Hiệp, Thuận Giao, Vĩnh Phú.

### Từ năm 1986 đến nay
Ngày 29 tháng 8 năm 1994, chuyển xã An Bình thành thị trấn Dĩ An, chuyển xã An Thạnh thành thị trấn An Thạnh, chia xã Lái Thiêu thành thị trấn Lái Thiêu và xã Bình Nhâm.
Ngày 6 tháng 11 năm 1996, tỉnh Sông Bé chia tách thành hai tỉnh Bình Dương và Bình Phước, huyện Thuận An trực thuộc tỉnh Bình Dương.
Đến cuối năm 1998, huyện Thuận An có 3 thị trấn: Lái Thiêu (huyện lỵ), An Thạnh, Dĩ An và 12 xã: An Phú, An Sơn, Bình An, Bình Chuẩn, Bình Hòa, Bình Nhâm, Đông Hòa, Hưng Định, Tân Bình, Tân Đông Hiệp, Thuận Giao, Vĩnh Phú.
Ngày 23 tháng 7 năm 1999, Chính phủ ban hành Nghị định số 58/1999/NĐ-CP, chia tách huyện Thuận An thành huyện Thuận An và huyện Dĩ An. Huyện Thuận An với 10 đơn vị hành chính gồm 8 xã: Vĩnh Phú, Bình Hòa, Thuận Giao, Bình Chuẩn, An Phú, Bình Nhâm, Hưng Định, An Sơn và 2 thị trấn: Lái Thiêu, An Thạnh, 56 khu phố (ấp) với dân số là 108.505 người. Địa giới huyện Thuận An lúc này trùng với huyện Lái Thiêu trước đây.
Ngày 23 tháng 9 năm 2010, Bộ Xây dựng ban hành Quyết định số 858/QĐ-BXD về việc công nhận đô thị Thuận An là đô thị loại IV.
Ngày 13 tháng 1 năm 2011, theo Nghị quyết số 04/NQ-CP của Chính phủ, thị xã Thuận An được thành lập với diện tích tự nhiên 84,26 km², dân số 382.034 người. Đồng thời chuyển 2 thị trấn Lái Thiêu, An Thạnh và 5 xã Vĩnh Phú, Bình Hòa, Thuận Giao, An Phú, Bình Chuẩn thành 7 phường có tên tương ứng. Thị xã Thuận An gồm 7 phường và 3 xã.
Ngày 29 tháng 12 năm 2013, theo Nghị quyết số 136/NQ-CP của Chính phủ, chuyển 2 xã Bình Nhâm và Hưng Định thành 2 phường có tên tương ứng. Thị xã Thuận An gồm 9 phường và 1 xã.
Ngày 7 tháng 3 năm 2017, Bộ Xây dựng ban hành Quyết định số 114/QĐ-BXD công nhận thị xã Thuận An là đô thị loại III thuộc tỉnh Bình Dương.
Ngày 10 tháng 1 năm 2020, Ủy ban Thường vụ Quốc hội ban hành Nghị quyết số 857/NQ-UBTVQH14 (nghị quyết có hiệu lực từ ngày 1 tháng 2 năm 2020). Theo đó, thành lập thành phố Thuận An thuộc tỉnh Bình Dương trên cơ sở toàn bộ diện tích và dân số của thị xã Thuận An.

## Hành chính
Thành phố Thuận An có 10 đơn vị hành chính cấp xã trực thuộc, bao gồm 9 phường: An Phú, An Thạnh, Bình Chuẩn, Bình Hòa, Bình Nhâm, Hưng Định, Lái Thiêu, Thuận Giao, Vĩnh Phú và xã An Sơn.
Trong đó, hai phường Lái Thiêu và An Thạnh trước đây là hai thị trấn thuộc huyện Thuận An cũ, được xem là hai trung tâm dân cư và thương mại lâu đời nhất tại Thuận An từ thời vua Minh Mạng.
| \| Phường (09) \| \| \| \| An Phú \| 10,93 \| 117.106 \| \| Bình Hòa \| 14,11 \| 105.982 \| \| Thuận Giao \| 11,41 \| 102.052 \| \| Bình Chuẩn \| 11,32 \| 98.570 \| \| Lái Thiêu \| 7,89 \| 54.394 \| \| Vĩnh Phú \| 6,53 \| 30.526 \| \| An Thạnh \| 7,47 \| 30.049 \| \| Bình Nhâm \| 5,43 \| 21.413 \| \| Hưng Định \| 2,87 \| 13.661 \| \| Xã (01) \| \| \| \| An Sơn \| 5,77 \| 8.604 \| \| Nguồn: Dân số cấp xã thuộc thành phố Thuận An, tỉnh Bình Dương năm 2021[13] \| \| \| |                 |                |
| Tên | Diện tích (km²) | Dân số (người) |
| Phường (09) |                 |                |
| An Phú | 10,93           | 117.106        |
| Bình Hòa | 14,11           | 105.982        |
| Thuận Giao | 11,41           | 102.052        |
| Bình Chuẩn | 11,32           | 98.570         |
| Lái Thiêu | 7,89            | 54.394         |
| Vĩnh Phú | 6,53            | 30.526         |
| An Thạnh | 7,47            | 30.049         |
| Bình Nhâm | 5,43            | 21.413         |
| Hưng Định | 2,87            | 13.661         |
| Xã (01) |                 |                |
| An Sơn | 5,77            | 8.604          |
| Nguồn: Dân số cấp xã thuộc thành phố Thuận An, tỉnh Bình Dương năm 2021 |                 |                |

## Kinh tế

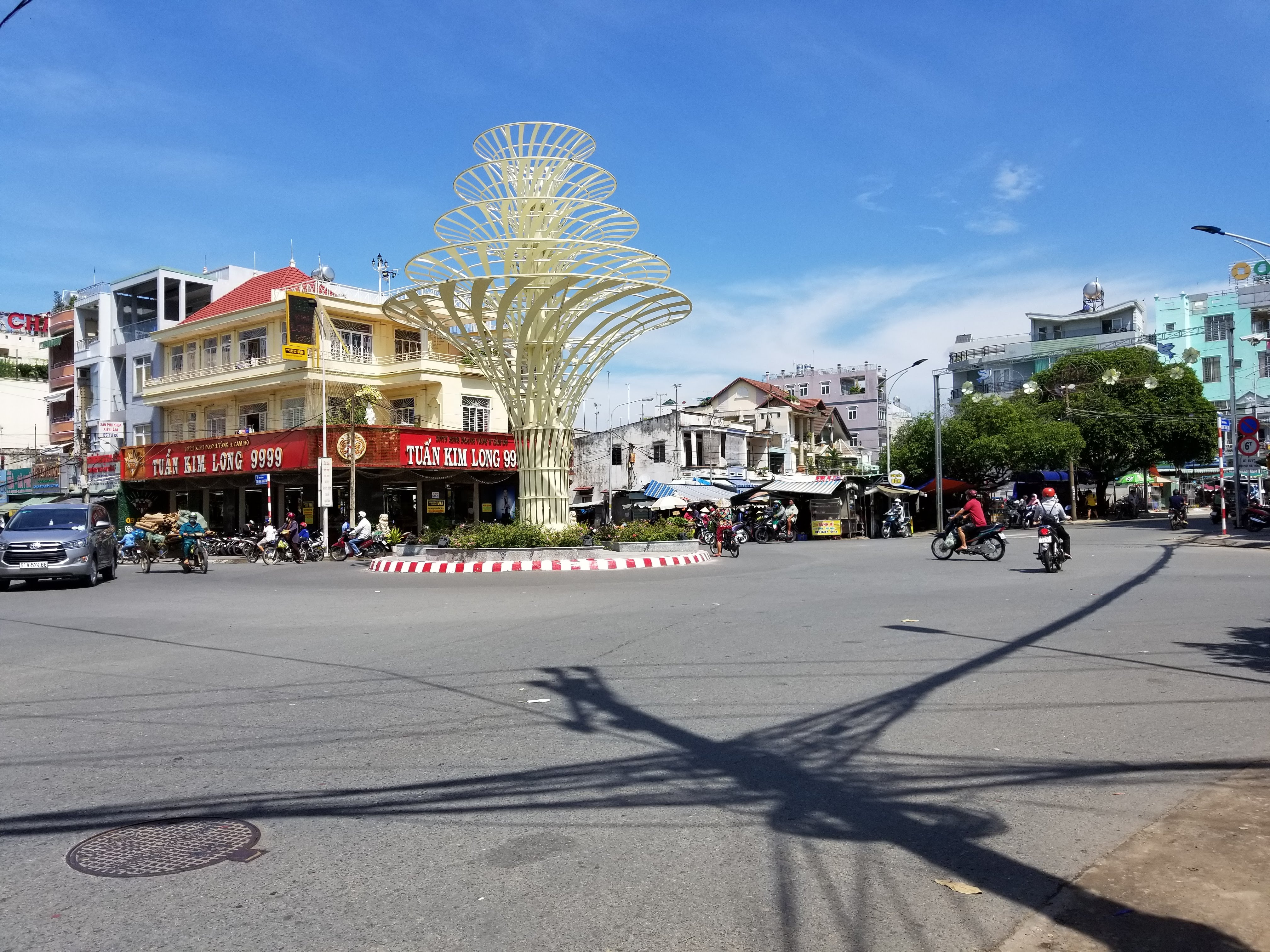
Vòng xoay chợ Lái Thiêu

GDP tăng bình quân của thành phố Thuận An đạt khoảng 18,5%/năm. Lĩnh vực kinh tế chuyển biến tích cực theo cơ cấu công nghiệp, dịch vụ - thương mại, nông nghiệp năm 2018, tỷ lệ công nghiệp — xây dựng chiếm 79,48%, thương mại - dịch vụ — du lịch chiếm 20,44% và nông lâm nghiệp chiếm 0,08%.
Toàn thành phố hiện có 3 khu công nghiệp và 2 cụm công nghiệp tập trung, thu hút 2.368 doanh nghiệp trong và ngoài nước. Trong đó, số doanh nghiệp hoạt động trong các khu công nghiệp và cụm công nghiệp là 400 doanh nghiệp.
Các khu công nghiệp và cụm công nghiệp trên địa bàn thành phố Thuận An: KCN VSIP (Việt Nam – Singapore), KCN Việt Hương, KCN Đồng An, cụm công nghiệp An Thạnh, cụm công nghiệp Bình Chuẩn.
Hiện nay, trên địa bàn thành phố Thuận An đã và đang hình thành một số khu đô thị mới như khu đô thị An Phú Hưng, khu đô thị An Thạnh, khu đô thị Eco Xuân Lái Thiêu, khu đô thị The Seasons Lái Thiêu, khu đô thị Vĩnh Phú I...
Những năm qua, do tốc độ đô thị hóa, công nghiệp hóa, hiện đại hóa tại Thuận An diễn ra nhanh, cơ sở hạ tầng kỹ thuật được đầu tư hoàn thiện đã góp phần thu hút nhiều doanh nghiệp đến đầu tư, thành lập mới và mở rộng sản xuất, kinh doanh. Các doanh nghiệp trên địa bàn thích nghi tốt với cơ chế thị trường, nhanh nhạy trong điều hành sản xuất, kinh doanh, mở rộng thị trường, linh hoạt tiếp cận các nguồn vốn đầu tư sản xuất, kinh doanh.
Năm 2017, ước giá trị sản xuất công nghiệp của thành phố Thuận An thực hiện là 195.614 tỷ đồng, tăng 9% so với cùng kỳ và đạt 100% so với Nghị quyết của HĐND thành phố. Các khu công nghiệp trên địa bàn thành phố cơ bản đã lấp kín diện tích. Giá trị sản xuất của các doanh nghiệp trong nước ước đạt 60.180 tỷ đồng, tăng 8,8% so với năm trước. Giá trị sản xuất tăng mạnh ở các ngành như chế biến thực phẩm và đồ uống, giày dép, may mặc, sản phẩm từ kim loại... Trong cơ cấu giá trị sản xuất doanh nghiệp trong nước trên địa bàn có 9 ngành chiếm tỷ trọng lớn trong tổng số 27 ngành đang hoạt động, như: Công nghiệp chế biến thực phẩm chiếm 19%, công nghiệp sản xuất đồ uống 12%, công nghiệp sản xuất hàng mộc 14%, công nghiệp sản xuất các sản phẩm từ kim loại 13,4%...
Thành phố Thuận An hiện có khoảng 30.000 hộ hoạt động kinh doanh thương mại - dịch vụ, 5 siêu thị, 7 trung tâm thương mại (trong đó có 3 trung tâm thương mại quy mô lớn là AEON, Minh Sáng Plaza và Lotte Mart), 24 chợ theo quy hoạch hoạt động ổn định.
Thành phố Thuận An đã đạt được kết quả phát triển ấn tượng trong nhiệm kỳ 2015 - 2020.
Thu ngân sách trên địa bàn thành phố tăng bình quân 6,43%/năm, chi ngân sách tăng bình quân 13,24%/năm, thu nhập bình quân đầu người 143,88 triệu đồng/người/năm, đạt 2,4 lần so với cả nước, mức tăng trưởng kinh tế trung bình 3 năm (2016 – 2018) đạt 10,5% (cao hơn mức bình quân của tỉnh là 1,63, đẩy mạnh đầu tư phát triển toàn xã hội với tổng số vốn lên đến 116.249 tỷ đồng, bình quân tăng 6%/năm.
Trong đó, giá trị sản xuất công nghiệp tăng bình quân 8%/năm; tổng mức bán lẻ hàng hóa và doanh thu dịch vụ tiêu dùng tăng bình quân 21%/năm. Giá trị sản xuất nông nghiệp giảm bình quân 9,2%/năm, tỷ lệ đô thị hóa 98,5%, tỷ lệ lao động phi nông nghiệp toàn đô thị trên 70%.

## Giao thông
Có quốc lộ 13 và đường vành đai 3 vùng đô thị TP.HCM (đoạn đường này đi trùng với một đoạn đường Mỹ Phước – Tân Vạn) đi qua.